# Lee Jackson
 (février 2016).
Si vous disposez d'ouvrages ou d'articles de référence ou si vous connaissez des sites web de qualité traitant du thème abordé ici, merci de compléter l'article en donnant les références utiles à sa vérifiabilité et en les liant à la section « Notes et références ».
Pour les articles homonymes, voir Lee Jackson (homonymie) et Jackson.
Keith Anthony Joseph Jackson, mieux connu sous le nom de scène de Lee Jackson, né le 8 janvier 1943 à Newcastle, est le bassiste et chanteur du groupe The Nice de 1967 à 1970. 
Lorsque Keith Emerson quitte The Nice pour former le trio Emerson, Lake and Palmer, Lee forme un autre groupe, Jackson Heights en 1970, jusqu'à sa dissolution en 1973. Il retrouve alors l'ex-batteur des Nice, Brian Davison, au sein de Refugee, avec le claviériste suisse Patrick Moraz, qui ne publie qu'un seul album avant que ce dernier ne rejoigne Yes en 1974.

## Carrière

### Les débuts
Keith Joseph Anthony Jackson est un bassiste et guitariste chanteur qui vivote au sein de plusieurs petits groupes peu connus, tels que The Vandykes et The Invaders au cours de la première moitié des années '60, puis il se retrouve avec The Hedgehoppers Anonymous en décembre 1965, en remplacement de leur bassiste Ray Honeyball. Il ne reste avec cette formation que quelques semaines, avant de se joindre à Gary Farr & The T-Bones en 1966. C'est à cette époque qu'il fait la connaissance de Keith Emerson, pianiste et organiste du groupe. Puis lorsque ce dernier quitte pour se joindre au groupe The V.I.P's, futurs Art et Spooky Tooth, Jackson reste au sein des T-Bones jusqu'à leur dissolution fin 1966. 

### The Nice
Jackson retrouve alors Emerson qui cherche à monter un groupe pour accompagner la chanteuse soul américaine P. P. Arnold, ex-choriste de Ike & Tina Turner Revue et qui vit désormais à Londres, sous la tutelle de Andrew Loog Oldham le gérant des Rolling Stones et propriétaire de la maison de disques Immediate. Ils recrutent alors le guitariste David O'List qui joue aussi la trompette et qui vient de quitter son groupe The Attack, ainsi que le batteur Ian Hague, anciennement avec Chris Farlowe & The Thunderbirds et Mark Leeman Five.
Les concerts sont alors divisés en deux parties : le groupe qui s'appelle The Nice inspiré par une chanson des Small Faces, Here come the nice, joue en première partie puis accompagne ensuite P P Arnold qui chante alors ses propres chansons. Le groupe donne son tout premier concert en mai 1967 puis leur première performance majeure au 7e Festival National de Jazz et Blues de Windsor en Grande-Bretagne en août 1967. La semaine suivante, le journaliste Chris Welch du Melody Maker écrira « C'était la première fois que je voyais un groupe gagner sa reconnaissance en des circonstances aussi dramatiques ». Il fait alors référence au fait que la première partie avec le groupe seul est supérieure à la seconde, alors qu'il doit juste accompagner P P Arnold pour sa performance. C'est ainsi que, lorsque la chanteuse retourne brièvement aux États-Unis en visite chez sa famille, Oldham offre alors au groupe un contrat de disques pour sa maison de disques Immediate. Durant l'année 1967, P. P. Arnold enregistre un single en duo avec Rod Stewart, Come home baby avec Ron Wood à la guitare, Keith Richards à la basse, Nicky Hopkins au piano électrique, Keith Emerson à l'orgue et Micky Waller à la batterie. 
Ian Hague, peu intéressé par la direction plus progressive que prend The Nice, quitte le groupe et est remplacé par Brian Blinky Davison, ex-Mark Leeman Five et The Habits, et un premier album voit le jour. The Thoughts of Emerlist Davjack, ainsi titré d'après les patronymes des quatre musiciens du groupe, sort en 1967. Leurs concerts deviennent plus élaborés, leur matériel aussi et ils ont alors comme roadies Bazz Ward et Lemmy Kilmister. Ce dernier remet alors en cadeau à Keith ses fameux couteaux qu'il se plaira alors à planter entre les clés du clavier de son orgue Hammond pour en modifier le son. The Nice apparaît dans le cadre d'une tournée avec Jimi Hendrix, Pink Floyd, The Move et Amen Corner. Pendant cette tournée, lorsque le guitariste de Pink Floyd Syd Barrett répond aux abonnés absents et manquera ainsi quelques concerts à cause de ses errances dues à ses trop fréquentes absorptions de LSD, c'est le guitariste des Nice, David O'List qui le remplacera. Encore quatre autres albums suivront ce premier effort des Nice, puis lorsque Emerson quitte le groupe pour fonder Emerson, Lake & Palmer, Lee forme Jackson Heights en 1970.

### Jackson Heights et Refugee
D'abord un quartet, le groupe est formé de Lee Jackson à la guitare acoustique 6 et 12 cordes et au chant, Mario Enrique Covarrubias Tapia à la basse, à la guitare espagnole et aux chœurs, Charlie Harcourt à la guitare acoustique et électrique ainsi qu'aux claviers et au chœurs ainsi que Tommy Sloane à la batterie, un premier album paraît, King Progress en 1970. Ils y reprennent une chanson des Nice, The Cry Of Eugene, avec de tous nouveaux arrangements et deux singles, Doubting Thomas/Insomnia et King Progress/Mister Screw, sont extraits de l'album. Mais celui-ci ne vend pas et le groupe se sépare.
Lee recrute alors deux nouveaux musiciens, Brian Chatton, ex-claviériste des Warriors de Jon Anderson et de Flaming Youth de Phil Collins ainsi que le chanteur et guitariste John McBurnie, et le trio enregistre l'album The Fifth Avenue Bus paru chez Vertigo en 1972. La particularité de ce groupe est qu'il tourne sans batteur, toutefois sur l'album, on fait appel à l'ex-batteur de King Crimson et McDonald & Giles, Michael Giles. Mais encore là l'album ne vend pas et le groupe vivote, après quelques concerts, ils retournent en studio pour enregistrer un troisième effort Ragamuffins Fool duquel est tiré le single Maureen et le trio donne toujours ses concerts sans batteur, malgré la présence sur l'album du fidèle Michael Giles. 
Mais toujours aucun signe de ventes pour ce nouvel album, Jackson décide alors de donner une dernière chance à son groupe et retourne alors en studio avec les musiciens pour enregistrer l'album le plus abouti de la formation, Bump n' grind qui sort en 1973, un album concept qui raconte les beaux jours du burlesque. Cette fois, Michael Giles partage la batterie avec Ian Wallace un autre ex-King Crimson et Ian Paice de Deep Purple. Keith Emerson vient aussi donner un coup de main pour la programmation du Moog. On y retrouve aussi une section de cordes, mais lorsque vient le temps de donner des concerts, Jackson approche alors le claviériste suisse Patrick Moraz afin de reproduire les sons de violons sur un mellotron. Celui-ci décline l'offre de Lee Jackson mais lui propose plutôt de monter un autre groupe. Jackson, alors complètement fauché car il a tout misé sur le dernier album, dissout Jackson Heights et avec l'aide de son ancien compagnon des Nice, Brian Davison à la batterie, monte Refugee avec Moraz. Un seul album se retrouvera dans les bacs des disquaires avant que Moraz ne quitte le groupe pour rejoindre Yes. Jackson se retire alors de la musique et se concentre sur sa carrière de styliste. 

### La reformation des Nice
Lee Jackson revient toutefois à la musique en 2002, lorsque Keith Emerson organise une mini tournée des Nice en Angleterre avec Brian Davison à la batterie, ainsi que les musiciens du groupe accompagnateurs d'Emerson, Dave Kilminster à la guitare, Phil Williams à la basse et Pete Riley à la batterie. L'album double live Vivacitas enregistré à Glasgow le 4 octobre 2002 et paru le 16 septembre 2003, témoigne de cette réunion, avec des pièces des Nice, d'Emerson, Lake & Palmer et de Keith Emerson en solo.

## Discographie

### The Nice

#### Albums
- 1967 : The Thoughts of Emerlist Davjack (Immediate)
- 1968 : Ars Longa Vita Brevis (Immediate)
- 1969 : Nice (Immediate)
- 1970 : Five Bridges (Charisma)
- 1971 : Elegy (Charisma

#### Singles
- The Thoughts of Emerlist Davjack / Azrael (Angel of Death) (Immediate, 1967)
- America / Diamond Hard Blue Apples of the Moon (Immediate, 1968)
- Brandenburger / Happy Freuds (Immediate, 1968)
- Diary of an Empty Day / Hang On to a Dream (Immediate, 1969)
- Country Pie / Brandenburg Concerto #6 / One of Those People (Charisma, 1969)

#### Albums Live
- America – The BBC Sessions (Receiver, 1996)
- The Swedish Radio Sessions (late 1967) (Sanctuary, 2001)
- BBC Sessions (Sanctuary, 2002)
- Vivacitas (Sanctuary, 2003)
- Live at the Fillmore East December 1969 (Virgin, 2009)

#### Participation
- Flat, Baroque & Berserk de Roy Harper (1970, Keith Emerson, Lee Jackson et Brian Davison jouent sur la chanson Hell's Angels)

#### Compilations
- Hang on to a dream - Esperar un sueno (Emidisc 1C 048-50 722 - 1970)
- The Nice (Phillips 9299 718 - 1970)
- The Best of The Nice (Immediate 1C 048-90 674 - 1970)
- Keith Emerson with The Nice (Mercury – 830 457-2 M-1 - 1971) contient Les albums Five Bridges Suite et Elegy
- Keith Emerson With The Nice Vol 2 (Fontana 9286 862 1971)
- In memoriam (Immediate 2C 054 - 95954 - 1972)
- Autumn '67 - Spring '68 (Charisma, 1972, UK), réédité sous le titre Autumn to Spring (Charisma, 1973, USA)
- The Immediate Story (Double CD - Sire SASH - 37102 - 1975)
- Amoeni Redivivi (Immediate IML1003 - 1976)
- Greatest Hits (Immediate IML 2003 - 1977)
- Ars Longa Vita Brevis (3 LP Box - Charly Records 26 76 210 - 1977)
- The Immediate Years (3 LP Box - Charly Records CDIMMBOX2 - Charly Schallplatten GmbH - 1995 Allemagne)
- Nice Hits Nice Bits (BMG Fabricated, 1999)
- The Immediate Collection (Recall Records - 1999 Double CD Album)
- Here Comes The Nice - The Immediate Anthology (3CD Castle Music - CMETD 055 - 2000)
- Keith Emerson & The Nice - Absolutely The Best (True North 1003941 - 2001)
- The Best of The Nice, The Small Faces. Humble Pie, Eric Clapton & John Mayall (Immediate - 1C 148-92 661/662 Allemagne, année de parution inconnue, double album)
- The Nice & The Humble Pie - Famous Popgroups Of The '60s Vol. 4 (Music For Pleasure – 1M 146-94319/20) - CD 1 The Nice - CD 2 Humble Pie, date de parution inconnue, double album)

### Jackson Heights

#### Albums
- 1970 : King Progress (Charisma UK CAS 1018, CAS.1018)
- 1972 : The Fifth Avenue Bus (Vertigo Records 6360 067)
- 1972 : Ragamuffins Fool (Vertigo Records 6360 077)
- 1973 : Bump n' Grind (Vertigo Records 6360 092)

#### Singles
- 1970 : Doubting Thomas / Insomnia (Charisma Records) JH 1 / JH 2
- 1970 : King Progress / Mister Screw (Motors Records) MT 4 004
- 1972 : Maureen / Ragamuffins Fool (Vertigo Records) 6059 077
- 1972 : Maureen / Long Time Dying (Vertigo Records) 6059 068

#### Compilations
- 1972 : Birds of a Feather
- 1973 : Caravan and Jackson Heights - Pop Made in England (Pop 1) (Disques Motors, contient 2 chansons de Jackson Heights et 4 de Caravan)
- 1973 : Jackson Heights (Disques Verve MGM)
- 1976 : Attention Jackson Heights (Disques Fontana Special)
- 2009 : Ragamuffins Fool/Bump 'N' Grind (Media Arte)

### Refugee
- 1974 : Refugee
- 2007 : Live in Concert Newcastle City Hall 1974